# Tersana (Pabedilan)
Tersana is een bestuurslaag in het regentschap Cirebon van de provincie West-Java, Indonesië. Tersana telt 3899 inwoners (volkstelling 2010).